# Qayamat Se Qayamat Tak
Qayamat Se Qayamat Tak (inny tytuł QSQT) to bollywoodzki dramat miłosny z 1988 roku w reżyserii debiutanta Mansoora Khana. Scenariusz dramatu napisał weteran Bollywoodu, Nasir Hussain, prywatnie ojciec reżysera. Film ten stał się przełomowy dla kuzyna reżysera Aamira Khana, gdyż z dnia na dzień uczynił go sławnym. Film ten był też pierwszym hitem dla Juhi Chawli partnerującej Aamirowi Khanowi. Przyniósł też olbrzymią popularność duetowi muzyków Anand-Milind i śpiewającemu w playbacku Uditowi Narayanowi.
Tematem filmu jest krzywda, zbrodnia i zemsta obejmująca pokolenia, a także próba wyrwania się z zamkniętego kręgu nienawiści poprzez miłość większą od śmierci. Film ten przyrównywano do historii miłości bohaterów Szekspira Romea i Julii.
W 2005, Indiatimes Movies film zaliczono do 25 najbardziej godnych uwagi filmów Bollywoodu, (Top 25 Must See Bollywood Films).

## Fabuła
Radźastan. Zbliża się ślub Ratana, syna Thakura Raghuvira Singha. Rodzina aranżując jego małżeństwo nie wie, że ich syna łączy z Madhu więź tak intymna, że dziewczyna jest w ciąży. Ratan boi się przeciwstawić rodzinie żeniąc się z dziewczyną, która spodziewa się jego dziecka. Proponuje jej aborcję. Zrozpaczona dziewczyna żali się swojej rodzinie. Dochodzi do konfrontacji między obu rodzinami. Rodzina Ratana odmawia uznania dziecka i ślubu Ratana z Madhu obrażając dziewczynę. Zdesperowana Madhu podcina sobie żyły. Jej wzburzony brat Dhanraj (Dalip Tahil) przerywa ślub Ratana z inną zabijając go. Za swoją zemstę płaci 14 latami więzienia. W tym czasie jego brat Jaswant (Alok Nath) wychowuje w Delhi jego syna Raja (Aamir Khan). Gdy Dhannjaj wychodzi z więzienia, jego syn jest beztroskim studentem. Wkrótce jednak za sprawą rodziny dowie się, czym jest cierpienie. Podczas rodzinnego urlopu w Mount Abu zakochuje się w pięknej Rashmi (Juhi Chawla). Jego ojciec Dhanraj też jest nią urzeczony. Chętnie widziałby w niej swoją synową. Raptownie zmienia zdanie, gdy dowiaduje się, że Rashmi jest córką jego wroga Thakura Raghuvira Singha. Chcąc zrazić zakochaną dziewczynę do Raja, mówi jej, że to ojciec Raja zastrzelił jej brata Ratana. Młodzi nie dają się rozdzielić żalom i nienawiściom z przeszłości. Zaczynają walczyć o swoją miłość. Z rodziną Raja. Z rodziną Rashmi.

## Obsada
- Aamir Khan – Raj – Nagroda Filmfare za Najlepszy Debiut
- Juhi Chawla – Rashmi
- Goga Kapoor – Randhir Singh
- Dalip Tahil – Dhanraj Singh (jako Dalip Tahhil)
- Ravindra Kapoor – Dharampal Singh
- Asha Sharma – p. Saraswati Singh
- Alok Nath – Jaswant Singh
- Rajendranath Zutshi - Shyam

## Muzyka
Muzykę do filmu skomponował braterski duet Anand-Milind, autorzy muzyki do takich filmów jak Dil, Beta, Hero No. 1, Baaghi, Inteqam: The Perfect Game   i Anjaam. Muzykę nagrodzono Nagrodą Filmfare za Najlepszą Muzykę.
| No. | piosenkę                  | śpiewają                  |
| --- | ------------------------- | ------------------------- |
| 1.  | Akele Hain To Kya Gum Hai | Udit Narayan, Alka Yagnik |
| 2.  | Ae Mere Humsafar          | Udit Narayan, Alka Yagnik |
| 3.  | Gazab Ka Yeh Din          | Udit Narayan, Alka Yagnik |
| 4.  | Kahe Sataye               | Alka Yagnik               |
| 5.  | Papa Kehte Hain           | Udit Narayan              |